# Amiriya madrassa
Amiriya madrassa är en madrassa belägen i staden Rada, Jemen. Den är sedan 2002 uppsatt på Jemens lista över förslag till världsarv (tentativa listan). Madrassan uppfördes 1504 och är ett exempel på Tahiridernas arkitektur. Monumentet var i dåligt skick fram till 1978 då utländska beskickningar kom till dess stöd.